# Пританид
Пританид (др.-греч. Πρύτᾰνις «повелитель», «правитель», «властелин»; ионич. Пританий) — полулегендарный царь Спарты. Согласно «Хронике Евсевия», правил 49 лет. Сын Еврипонта. Согласно Симониду, отец Ликурга. При нём началась вражда Спарты и Аргоса (см. Лабота).